# Gert Krawinkel

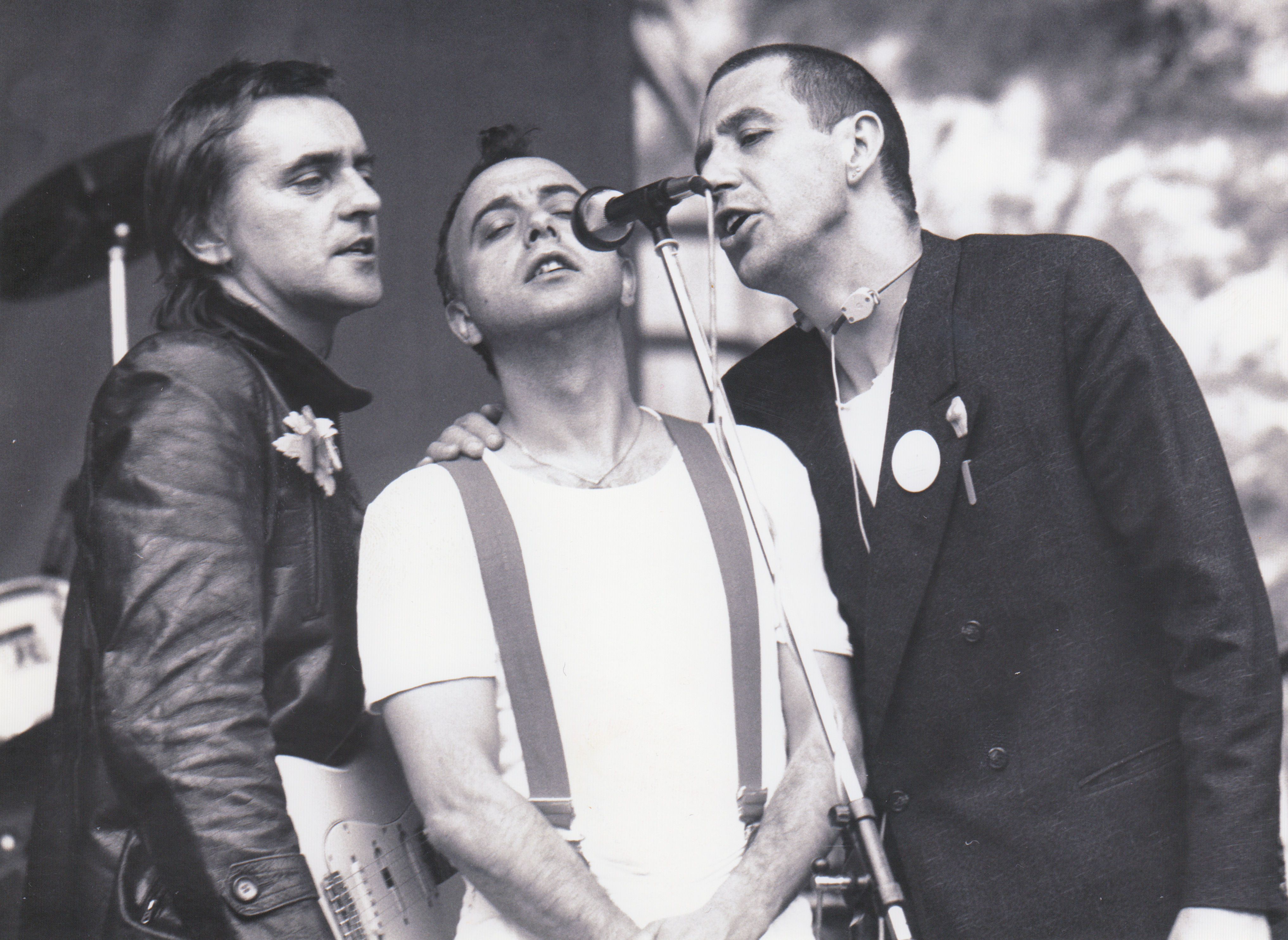
Krawinkel (balra) a Trio együttessel 1982-ben

Gert Krawinkel (Wilhelmshaven, 1947. április 21. – Cuxhaven, 2014. február 16.) német gitáros, zeneszerző.

## Élete
Fiatalkorában Großenknetenbe költözött. 1979-ben Stephan Remmler énekessel és Peter Behrens dobossal közösen létrehozta a Trio együttest, amelynek legismertebb száma a Da Da Da volt. 1986-ban feloszlottak. Krawinkel 1993-ban Berlinbe költözött.
2013 decemberében tüdőrákkal került kórházba. Február elején Cuxhavenbe vitték át, ahol 16-án meghalt. Hamvai a Balti-tengerben nyugszanak.

## A Trio lemezei
- Trio (1981)
- Live im Frühjahr '82 (1982)
- Bye Bye (1983)
- Whats The Password (1985)

## Filmek
- Drei Gegen Drei (1985)